# Palais Nathan
Le Palazzo Nathan est un palais éclectique situé au numéro 122 de la Via Torino, dans le rione Castro Pretorio de Rome. Il abrite actuellement l'hôtel Le Petit .

## Histoire
Ce palais a été construit par Cesare Janz en 1889  et présente le style typique du règne du roi Umberto Ier d'Italie (appelé style humbertien). Son nom fait référence à Ernesto Nathan (1845-1921), maire (en italien : sindaco) de la commune de Rome entre 1907 et 1913 et de nouveau entre 1917 et 1919, qui y vécut et y mourut. Nathan fut également Grand Maître du Grand Orient d'Italie entre 1896 et 1904 et entre 1917 et 1919 .
Le bâtiment a cinq étages et sa façade est joliment décorée, en particulier aux troisième et quatrième étages, où les fenêtres ont de belles corniches avec des cariatides et des colonnes cannelées à double hauteur. Au coin de la Via Torino avec une allée de service, il y a des balcons avec des colonnes .